# Helia celita
Helia celita är en fjärilsart som beskrevs av William Schaus 1912. Helia celita ingår i släktet Helia och familjen nattflyn. Inga underarter finns listade i Catalogue of Life.